# Allonzo Trier
Allonzo Trier, né le 17 janvier 1996 à Seattle dans l'État de Washington, est un joueur de basket-ball américain évoluant au poste d'arrière.

## Biographie
Il se présente à la draft 2018 de la NBA mais n'est pas sélectionné.
Le 3 juillet 2018, les Knicks de New York annoncent avoir fait signer un contrat "two-way" à Allonzo Trier pour la saison 2018-2019. Au mois d'octobre 2018, il se fait remarquer en pré-saison, avec les Knicks de New York, en inscrivant notamment 25 points contre les Nets de Brooklyn. Il est l'énorme surprise du début de saison 2018 des Knicks de New York.
Le 13 décembre 2018, il signe un contrat de 7 millions de dollars sur deux ans avec les Knicks de New York grâce à ses performances qui ont convaincu les dirigeants new-yorkais.